# Витоша
Витоша (болг. Витоша) — гірський масив у західній Болгарії. Його найвища точка — це гора Черні-Врих (2290 м). Відносна висота масиву Витоша сягає до 1100 метрів.
Долини масиву покриті хвойними лісами переважно з ялин і сосен. На більших висотах — протяжні трав'янисті плато. Значну частину масиву займає Національний парк Витоша. Також включає заповідники Бистришко-браниште та Торфено-браниште.

### Вершини
| Вершини                 | Висотав метрах |
| ----------------------- | -------------- |
| Черні-Врих              | 2290           |
| Голям Резен             | 2277           |
| Скопарник               | 2226           |
| Карачаїр                | 2208           |
| Купена                  | 2196           |
| Малик Резень            | 2182           |
| Ярловський Купен        | 2173           |
| Голям Котор             | 2113           |
| Самара                  | 2108           |
| Ливчето                 | 2052           |
| Селимиця                | 2041           |
| Сива Грамада            | 2003           |
| Голям Купен             | 1930           |
| Ушите                   | 1906           |
| Черната Скала           | 1869           |
| Камен-Дел               | 1862           |
| Остретц                 | 1836           |
| Оститца                 | 1696           |
| Владайський Черний Врих | 1641           |
| Комините                | 1620           |
| Краста                  | 1561           |
| Петрус                  | 1454           |